# Rubus
- Commons
- Wikispecies

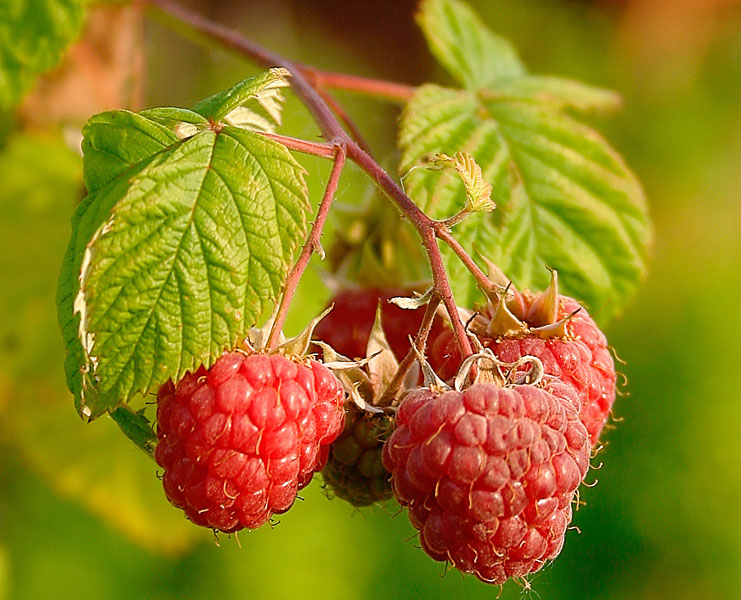
Rubus Idaeus (Framboesa)

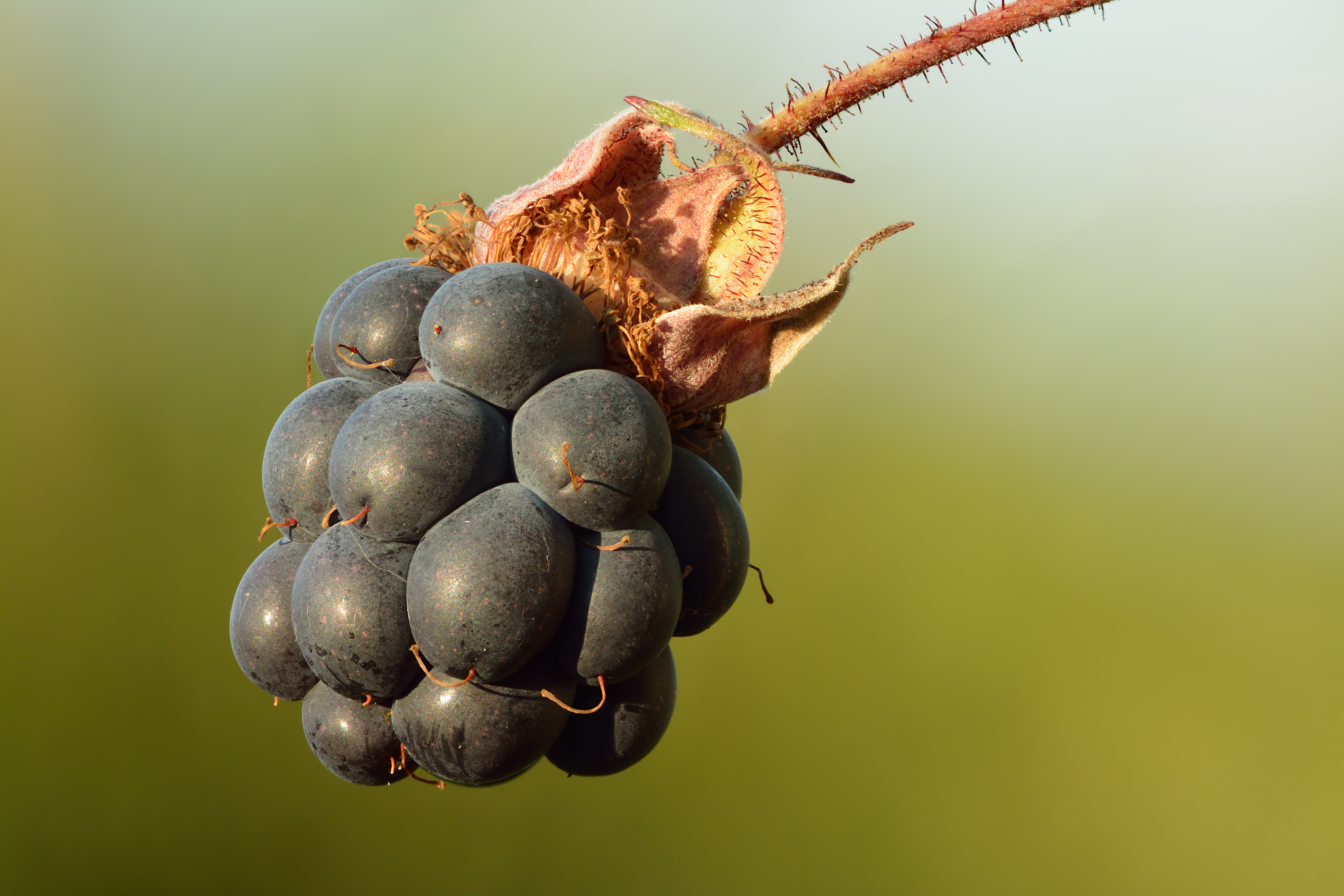
Rubus caesius

Rubus L. é um género botânico pertencente à família Rosaceae.
Dentro deste género podem encontrar-se espécies como a Framboesa - Rubus idaeus, e as silvas que produzem a Amora-silvestre - Rubus fruticosus sp.

## Sinonímia
- Batidaea (Dumort.) Greene
- Comarobatia Greene

## Subgêneros
| - Anoplobatus - Chamaebatus - Chamaemorus - Comaropsis - Cyclactis - Diemenicus - Dalibardastrum | - Idaeobatus - Lampobatus - Malachobatus - Micranthobatus - Orobatus - Rubus |

## Espécies
| - Rubus allegheniensis - Rubus arcticus - Rubus armeniacus - Rubus brasiliensis - Rubus caesius - Rubus canadensis - Rubus chamaemorus - Rubus coreanus - Rubus cuneifolius - Rubus divaricatus - Rubus ellipticus - Rubus fruticosus - Rubus genevieri - Rubus glaucifolius - Rubus glaucus - Rubus henriquesii | - Rubus idaeus - Rubus leucodermis - Rubus occidentalis - Rubus odoratus - Rubus parviflorus - Rubus pensilvanicus - Rubus phoenicolasius - Rubus pinnatus - Rubus rosifolius - Rubus sampaioanus - Rubus saxatilis - Rubus sellowii - Rubus spectabilis - Rubus strigosus - Rubus ulmifolius |

- Lista completa

## Classificação do gênero
| Sistema | Classificação                      | Referência               |
| ------- | ---------------------------------- | ------------------------ |
| Linné   | Classe Icosandria, ordem Polygynia | Species plantarum (1753) |